# Parhamergymnasium
Das Parhamergymnasium (GRg 17) ist ein Gymnasium und Realgymnasium im 17. Wiener Gemeindebezirk Hernals.

## Geschichte
Am 27. Jänner 1886 wurde in einer Gemeinderatssitzung der Bau einer Doppelschule am damaligen Petersplatz beschlossen. Das Bauvorhaben wurde durch den Ortsschulrat von Hernals, durch die Überfüllung der bereits bestehenden Volksschulgebäude, angeregt.
Das neue Schulhaus, von Stadtbaumeister Carl Haas geplant und vom Architekten Josef Grünbeck ausgeführt, wurde am 25. November 1886 eröffnet.
Der vormalige Petersplatz wurde 1894 nach Pater Ignaz Parhamer (1715–1786), einem Pionier des Bildungswesens aus theresianischer Zeit, benannt, und nach diesem Parhamerplatz auch die Schule.
Seit einigen Jahren ist die Schule als UNESCO-Schule anerkannt. Sie verfolgt das Vier-Säulen-Bildungsmodell der UNESCO (Learning to know, learning to do, learning to be and learning to live together) für einen nachhaltigeren Schulunterricht.

## Ausbildungsmöglichkeiten
Am Parhamergymnasium werden mit Stand von 2016 drei Ausbildungszweige angeboten:
- Sportgymnasium für Mädchen
- Bilinguales Gymnasium (VBS – Vienna Bilingual School)[3]
- Wirtschaftskundliches Realgymnasium mit Projektmanagement (WIKU)

Angeboten werden auch betreute Überbrückerstunden und (kostenpflichtige) Nachmittagsbetreuung (NMB).

## Personen
- Martin Apolin übernahm 1990 ein Lehramt im Parhamergymnasium